# Сунакатинський сільський округ
Сунака́тинський сільський округ (каз. Сунақата ауылдық округі, рос. Сунакатинский сельский округ) — адміністративна одиниця у складі Жанакорганського району Кизилординської області Казахстану. Адміністративний центр — село Сунаката.
Населення — 2386 осіб (2021; 2439 у 2009, 2309 у 1999, 2151 у 1989).
Станом на 1989 рік існувала Сунакатинська сільська рада (села Новий Єкпенди, Старий Єкпенди, Сунаката). Пізніше село Єкпінді (колишнє Старий Єкпенди) утворило окремий Єкпіндинський сільський округ.

## Склад
До складу округу входять такі населені пункти:
| Населений пункт | Колишні назви | Населення, осіб (1989) | Населення, осіб (1999) | Населення, осіб (2009) | Населення, осіб (2021) |
| --------------- | ------------- | ---------------------- | ---------------------- | ---------------------- | ---------------------- |
| Єнбек, село     | Новий Єкпенди | 506                    | 427                    | 640                    | 555                    |
| Сунаката, село  | -             | 1645                   | 1882                   | 1799                   | 1831                   |